# Ivan Broz
Ivan Broz (Klanjec, 21. siječnja 1852. – Zagreb, 25. prosinca 1893.), bio je hrvatski jezikoslovac i književni povjesničar.

## Životopis
Ivan Broz rođen je u Klanjcu 1852. godine. Osnovnu školu polazio je u Klanjcu (tri razreda) i Varaždinu (četvrti razred), gimnaziju u Karlovcu (1864–1866.), Požegi i Zagrebu gdje je maturirao u Klasičnoj gimnaziji 1872. godine. U Innsbrucku započeo je studij teologije (1872–1874.), ali ga je napustio i na novootvorenome Hrvatskome sveučilištu u Zagrebu započeo 1876/77. neredovit studij hrvatskoga jezika, povijesti i zemljopisa. Bijaše namjesnim učiteljem u Velikoj realci (1874–1876.) u Zagrebu, te pravim učiteljem na gimnazijama u Osijeku (1880. – 1883.), Požegi (1883.). U Klasičnoj gimnaziji u Zagrebu gdje radio je od 1884. do 1893. godine. Doktorirao je 1888. godine (Prilozi za sintaksu jezika hrvatskoga, I. Imperativ), u Beču kod Jagića slušao slavistiku, te otišao na studijsko putovanje u Hercegovinu i južnohrvatske krajeve, kada se i razbolio, što je bilo uzrokom njegove prerane smrti.
Godine 1885. u Matici hrvatskoj izabran je za urednika Hrvatskih narodnih pjesama. U svojim Crticama iz hrvatske književnosti (I.- II.), Broz je prikazao najstarije hrvatske jezične i književne spomenike. Autor je studije o hrvatskome imperativu te više purističkih članaka (Filologičke sitnice). Godine 1889. povjerena mu je izradba pravopisnoga priručnika hrvatskoga jezika. Za dopisnoga člana JAZU izabran je 1892. godine.
Ivan Broz je 1892. godine objelodanio svoje najvažnije djelo, Hrvatski pravopis, koji je, u Boranićevoj redakciji, izlazio do 1916. godine. Taj pravopis, iako izrijekom baziran na Karadžićevoj pravopisnoj koncepciji, no ipak oblikovan je ponajviše po uzoru na pravopisno djelo hrvatskoga filologa i pravaškog političara Marcela Kušara, utemeljilo je suvremeni hrvatski pravopisni standard, te ostali hrvatski pravopisni priručnici (uz izuzetak oktroiranih djela iz doba obje Jugoslavije i povratka na morfonološki propis u vrijeme NDH) u većini preskripcija uglavnom dotjeruju Brozovo prijelomno djelo u nijansama.
Najumjereniji filolog među tzv. hrvatskim mladogramatičarima nazivanima i vukovci, Broz je ostavio dubokoga traga u konačnoj standardizaciji hrvatskoga jezika: zahvaljujući njemu, Hrvate nije snašlo pravopisno dvojstvo koje je prijetilo uvedbom fonološki koncipiranoga pravopisa u Dalmaciji i Bosni (priručnik Frane Vuletića), a usvajanjem nekih propisa iz pravopisnoga standarda Zagrebačke škole (rastavljeni futur, pisanje stranih imena kao u izvorniku, izbjegavanje asimilacije po zvučnosti u više slučajeva (podcijeniti, odčepiti,..), morfonološki oblici u više slučajeva (mladac/mladci,..) osigurao je i kontinuitet ponajviše sa starijom (poglavito Dubrovačkom) hrvatskom pravopisnom tradicijom, i ostvario bezbolni prijelaz na konačni oblik pravopisa ne izazvavši prosvjede koji su pratili jezične zahvate njegova suvremenika Tome Maretića, potaknute uglavnom jezičnopovijesnim nihilizmom potonjega spram hrvatske književne i jezične baštine.

## Djela
- Crtice iz hrvatske književnosti, I-II, Zagreb, 1886-1888.
- Mali azbukvar za pravilno i jednolično čitanje glagoljice u novih crkvenih knjigah po hrvatskoj recenziji, Rim, 1894.[5]
- Ivan Broz, Hrvatski pravopis, Zagreb, 11892., 21893.; posmrtno Broz, Boranić, 31904., 41906., 51911., 61915.
- Iveković, Franjo., Broz, Ivan. Rječnik hrvatskoga jezika, 2 sv., Zagreb, 11901., 22009.
- Filološke sitnice i pabirci, prikupio i pogovor napisao Marko Samardžija, Pergamena, Zagreb, 2000.